# موبيروسين
موبيروسين Mupirocin هو مركب خمائري منتج من تألق الزوائف، لا يتشابه مع أي من الأدوية المضادة للجراثيم.

## الصيغة الكيميائية
C26H44O9

## الآلية
يؤثر على المكورات إيجابية الغرام ويثبط تركيب البروتين من خلال الارتباط النوعي مع t-RNA synthetase وIsoleucyl.

## الحرائك الدوائية
يستعمل موضعياً ولا يمتص.

## الاستعمال
- القوباء الناتجة عن المكورات العنقودية (بما فيها السلالات المقاومة على الميتيسيللين)
- المكورات العقدية الحالة للدم بيتا
- المكورات العقدية المقيحة
- داخل الأنف: لاستئصال حملة المكورات العنقودية لدى المرضى والطاقم الطبي

## الآثار الجانبية
- حكة موضعية مع إحساس بالحرق شائعة الحدوث
- اندفاع واحمرار والتهاب جلد تماسي

## المصدر
كتاب البورد، علم تأثير الأدوية.